# 占出山

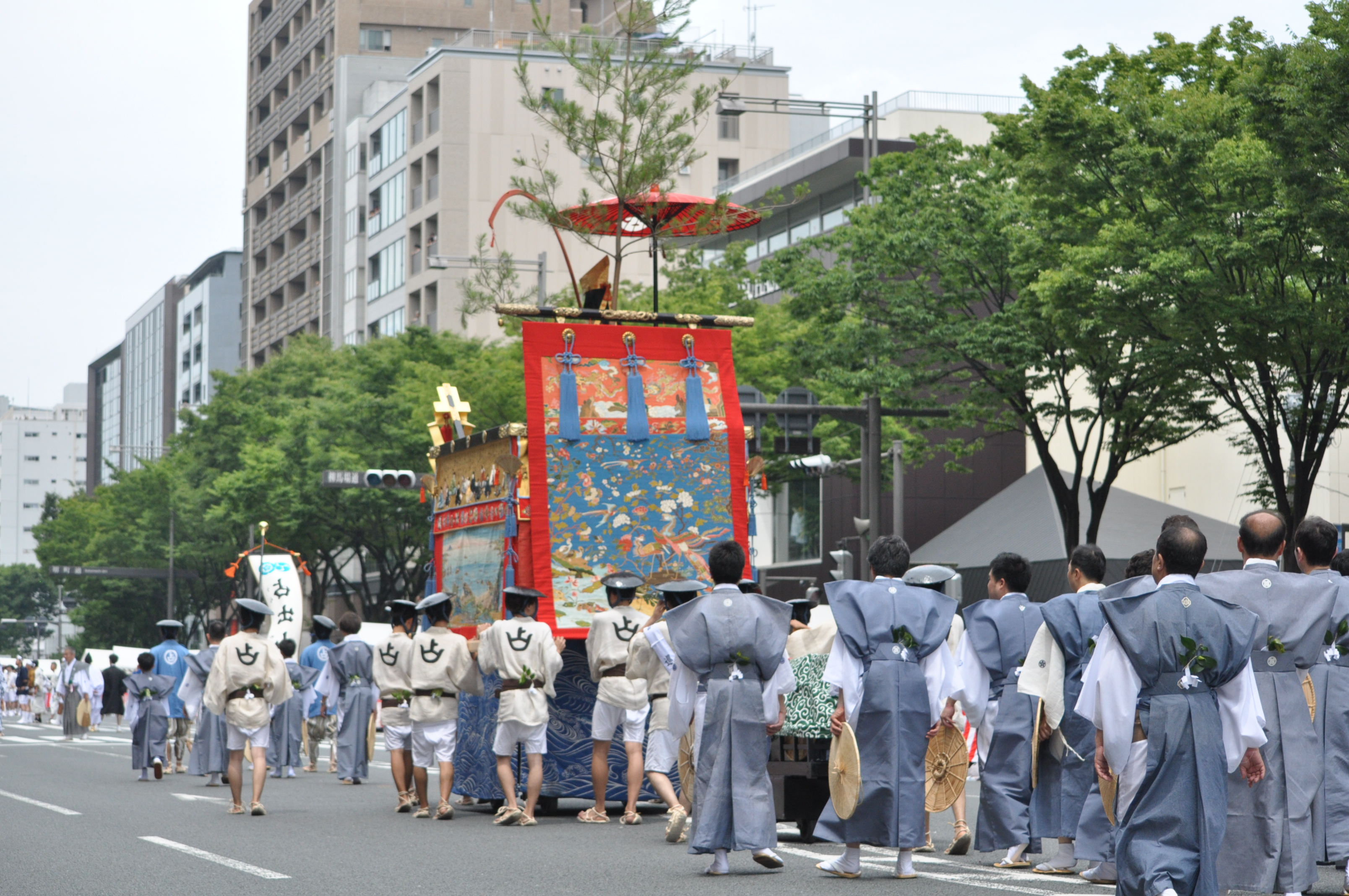
占出山（2017年7月17日撮影）

占出山（うらでやま）は、祇園祭前祭の山鉾、舁山のひとつ。京都市中京区錦小路通室町東入ル占出山町に位置する。
国の重要有形民俗文化財に指定されている。
占出（うらで）さんの愛称で親しまれている。神体は神功皇后で、右手に釣り竿を、左手に釣り上げた鮎を持つことから、「鮎釣り山」とも呼ばれる。明治までは「あいわい山」とも呼ばれており、町衆に人気のあった山であったことがうかがわれる。
公益財団法人占出山保存会が保存継承活動を行っている。

## 概要
占出山の造形は、神功皇后が三韓征伐へ赴く際、肥前国松浦の玉嶋川（現 松浦川）で魚釣りをして戦占いをすると、たちまち鮎が釣れたという説話に基づく。
最古の記録である「祇園社記」第一五、応仁の乱の前分には記載がなく、明応9年の鬮取り次第に記す「十二番 神功皇后山 アユツリヤマ ニシキノ小路烏丸ト室町ノ間」とあり、室町時代にはアユツリ山と呼ばれていたようである。その後、様々な名称がつけられていき、現在の占出山の名に改められたのは江戸時代初期といわれている。
神功皇后は出兵してから日本へ戻るまでの3年間、胎内に皇子（後の応神天皇）を宿し、帰国後無事に出産したと伝わることから安産の神として古くより多くの人の崇敬を集めた。占出山は女院や公家の女房からの信仰が篤く、安産の礼に奉納された衣装が数多く残されており、「山一番の衣装持ち」と言われている。これらは当時の公家社会の服飾の状況の一端を知ることができる上でも甚だ得難い貴重な資料である。
また、山鉾巡行のくじ順（巡行順）が早いとその年はお産が軽くなるとされる。
会所は、木下順庵の邸宅跡を記す「此附近木下順庵邸跡」と刻まれた石標の奥にある。

## 装飾品

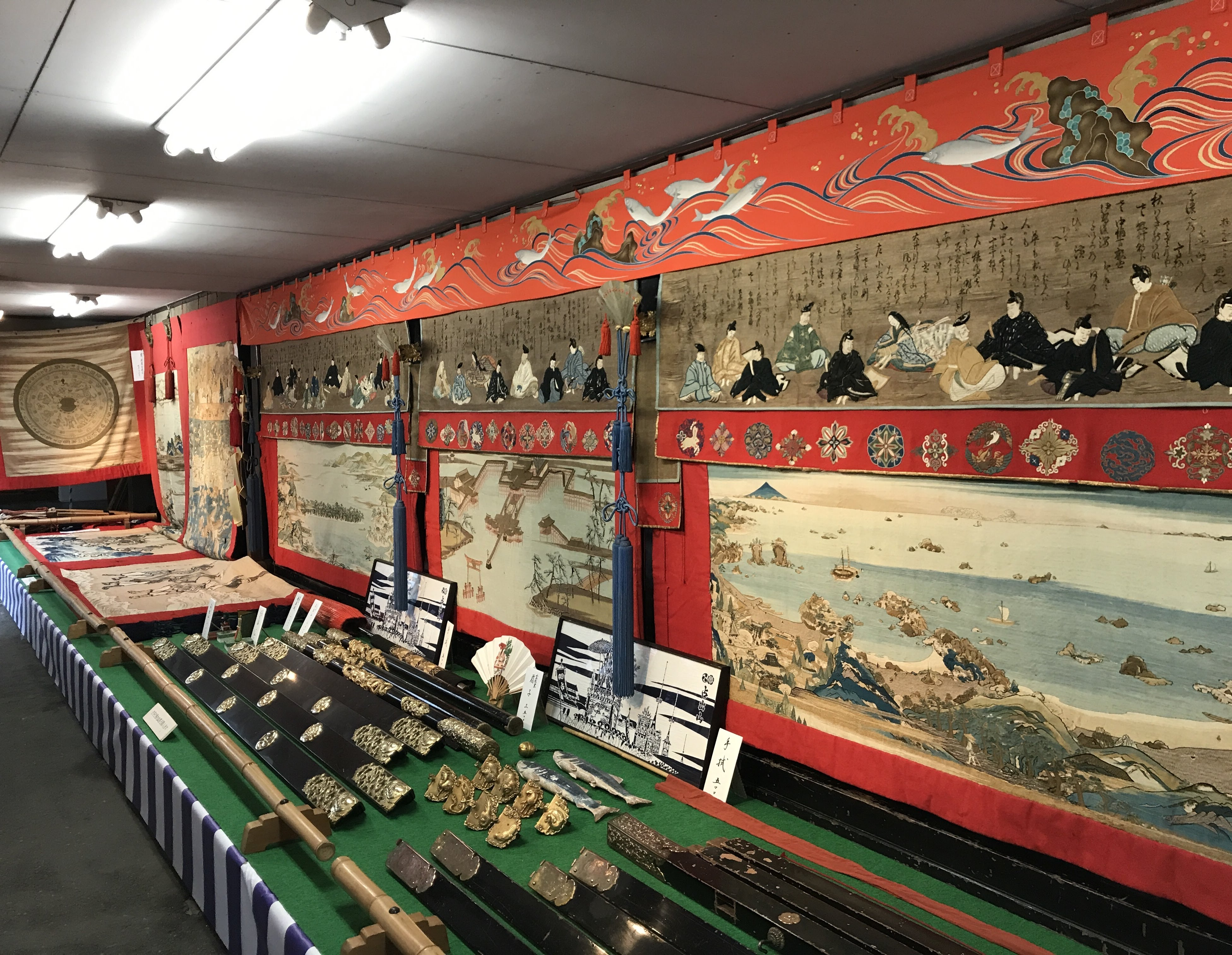
占出山会所飾り(2017年7月15日撮影)

- 占出山で使われている装飾品は、今から約200年前、江戸時代後期のものが多い。占出山の装飾品は古くから残るものが多く、近年復元新調が進んでいる。
- 水引は三十六歌仙図の刺繍。復元は不可能とされてきたが、京都市内の織物会社が６年かけて完成させ、近年復元新調された。
- 前懸・胴懸は松島・宮島・天橋立の日本三景を写した天保2年（1831年）の作。山口素岳と奥川米厳の松島図下絵は別に保存されている。
- 見送には花鳥龍文様の綴錦(15世紀後半から16世紀初頭)が用いられ、近年それらが復元新調された。
- 旧見送である「鳳凰牡丹円紋綴錦」はメトロポリタン美術館の調査により中国・明代の作と判明。同時代の綴織の完存品としては、世界で唯一のものである。この旧見送は、当時東インド会社などの商船による交易が盛んで、1699年、中国がイギリスに貿易を正式に許可した頃、初期のヨーロッパ市場向けに織られた織物を占出山町が入手したと考えられている。
- 祇園祭全山鉾の中で真松に唯一黒松を使用しており、初めて朱大傘を使った山鉾は占出山である。
- 重量は、全山鉾の中で最も軽い510kgほどである。[4]
- 神体が佩く太刀は「三條小鍛冶宗近作　御太刀」と展示されている。太刀について、占出山町文書[5]によると、天保五年(1834年)、京都の洛北大原郷内野村に嵯峨天皇の劔を打った真守の作と伝える古刀を持っていた山内玄達という人物が鍛刀旧跡近くの飯道大権現に古刀を奉納すべく研磨を依頼したところ、三条宗近の銘がでてきた。そこで、宗近作と名高い長刀鉾にちなみ、占出山の神功皇后宮に奉納するに至ったと書かれている。平成30年の祇園祭山鉾連合会の調査報告書によると、「太刀は、京都の古刀の特色を有しており、刀に漢字2文字の銘を認め、見ようによっては「宗近」とも読める。また、件の奉納経緯の譚の信憑性は高い。しかし、もっとも宗近の在銘の基準作はほとんど皆無に近く、これを宗近の真作と認めるのは容易でない。」とされ、この太刀が三条宗近作の太刀であるかは分かっていない。宵山で展示されている太刀は巡行用(複製品)で、実物の太刀は京都国立博物館に寄託されている。

## 宵山・会所・その他
- 宵山期間中、占出山で大極殿本舗から神功皇后の釣り上げた鮎の吉兆に因んだ吉兆あゆが販売される。
- 占出山の町会所は、奥棟型町会所というとても貴重な神社形態で残っており、山鉾町でも数少ない形態で保存されている。神社形態で現存する町会所の中で最大の大きさを誇っている。元治元年、元治の大火で町会所が焼失した際、多くの公家や御所などから費用を寄進され、再建したと占出山町文書に記されていて、公家などからの信仰が厚かったことが伺うことができる。
- 宵山期間中、占出山の授与所では夕刻になると町内の子どもたちが

とわらべ歌を歌っている。
- 過去に大火が数多く発生したが、占出山の装飾品は一度も焼失することはなかったといわれている。占出山町は天明の大火や元治の大火を被りはしたが、他町に比べると古い町飾りを残している。当時、これらの大火を免れたのは神功皇后の神徳であると考えられていた。
- 山鉾町会所諸例に残る土蔵のうち、最古の遺構が占出山土蔵である。
- 占出山町が所有する占出山町文書[6]は、京都市登録文化財に登録されている。[7] そもそも、占出山町は京都の市街地を東西に走る錦小路通を挟む両側の町であり、江戸時代は下古京八組のうち三町組に属した。町に関わる古文書を共同管理する体制がいつ敷かれたものか不明であるが、現在も占出山町の管理の元にある。占出山町文書には、町にかかわる1661年〜1687年(寛文四年〜貞享四年)の「万式目帳」、1767年(明和四年)の「家屋敷沽券写」、1810年(文化七年)「民図帳」、1817年(文化十四年)〜1872年(明治五年)の「譲証留」、また、山鉾の維持管理、縁起・由緒などを含む神事関係のものが見られる。また、町組関係では、1781年(天明元年)「所司代御迎仕法帳」、1798年(寛政十年)「寄合仕法帳」などのほか、化政期の町代改義一件に関する史料がまとまっている。これは占出山町の年寄寺本小兵衛が熱心に活動したことよる。また、化政期以降では、下古京八組の質素倹約条目、大割集会定式などの調印帳関係なども見られる。[8]